# Carey Loftin
Carey Loftin (* 31. Januar 1914 in Blountstown, Florida; † 4. März 1997 in Huntington Beach, Kalifornien) war ein US-amerikanischer Stuntman. Als Stunt-Koordinator und Stunt-Driver wurde er unter anderem durch seine Mitarbeit bei den Filmen Bullitt mit Steve McQueen und Fluchtpunkt San Francisco mit Barry Newman bekannt.
Durch die Medien berühmt und namentlich bekannt wurde Loftin durch Steven Spielbergs Thriller Duell, in dem er als Stuntman den Truck fuhr. Einen tatsächlichen Darsteller für den psychopathischen LKW-Fahrer gab es nicht, da dieser nie zu sehen war.

## Filmografie (Auswahl)
- 1984: City Heat – Der Bulle und der Schnüffler (City Heat)